# Phénazopyridine
La phénazopyridine est un analgésique urinaire utilisé pour le traitement symptomatique des troubles urinaires comme la douleur, les brûlures ou le besoin fréquent d'uriner (comme pour une cystite par exemple).
Le médicament peut irriter l'estomac, d'où le conseil de l'utiliser pendant ou après les repas. Il peut également colorer l'urine en rouge ou les selles en orange.